# Мюррей, Кит
Кит Омар Мюррей (англ. Keith Omar Murray; род. 29 мая 1974) — американский рэпер из Лонг-Айленда, Нью-Йорк.
Мюррей вырос на Карлтон-авеню в Сентрал-Айслипе, который расположен на южном берегу Лонг-Айленда в графстве Саффолк. Мюррей был хорошо известным членом местной печально известной команды, известной под аббревиатурой LOD (Legion of Doom). Мюррей более известен тем, что является членом хип-хоп трио Def Squad, в которое входят рэперы Redman и Эрик Сермон, ранее являвшийся соучредителем легендарной хип-хоп-группы EPMD.
В 1994 году Keith Murray выпустил свой дебютный альбом The Most Beautifullist Thing In This World. Альбом поднялся на 34-ю строчку чарта Billboard 200 получил золотой статус в 1995 году. Главными синглами из этого альбома были "The Most Beautifullist Thing In This World" и "Get Lifted".
В 1996 году Keith Murray выпустил второй альбом Enigma. Альбом не приближался к успеху первого. Альбом поднялся на 39-ю строчку Billboard 200 и единственным синглом из этого альбома является "The Rhyme".
В 1998 году Keith Murray был приговорён к 3 годам лишению свободы, и лейбл Jive Records выпустил третий альбом рэпера It's A Beautiful Thing в 1999 году, однако Keith Murray признался, что этот альбом оказался незаконченной работой. Альбом поднялся на 39-ю строчку Billboard 200. Синглом из этого альбома является "Incredible", совместно с LL Cool J. 